# Frank White
Frank White, född 12 december 1856 i Stillman Valley, Illinois, död 23 mars 1940 i Washington, D.C., var en amerikansk republikansk politiker. Han var den åttonde guvernören i delstaten North Dakota 1901–1905. Han tjänstgjorde som USA:s skattmästare, Treasurer of the United States, 1921–1928.
White deltog i både spansk-amerikanska kriget och första världskriget. Han var verksam som jordbrukare i North Dakota och efterträdde 1901 Frederick B. Fancher som guvernör. Efter två mandatperioder som guvernör gjorde White karriär inom affärslivet och tjänstgjorde dessutom på 1920-talet som skattmästare på finansdepartementet.
Kongregationalisten White gravsattes på Arlingtonkyrkogården.